# CSKA Moskva
Moskovski CSKA jedno je od najuspješnijih i najpoznatijih sportskih društava na svijetu. Najpoznatije su njegove momčadi u nogometu, košarci i hokeju na ledu, a u međunarodnim natjecanjima bile su dominantne i momčadi u ženskoj i muškoj odbojci, rukometu, ženskoj košarci i vaterpolu.
Početak društva datira u 1911. kada je osnovan njegov nogometni klub kao OLLS Moskva. CSKA je bilo društvo pod utjecajem sovjetske Crvene armije te je dobilo i naziv "Zbornaja komanda". Više puta je mijenjalo ime i to kao CDKA, CDNA, CSK, CSK MO i slično, a sam naziv CSKA znači Središnji sportski klub armije (ruski Центральный Спортивный Клуб Армии).

## Uspjesi

### Nogomet:
Rusko prvenstvo: 2003., 2005.

Sovjetsko prvenstvo: 1946., 1947., 1948., 1950., 1951., 1970., 1991.

Ruski kup: 2002., 2005.

Sovjetski kup: 1945., 1948., 1951., 1955., 1991.

Ruski superkup: 2004.

Kup UEFA: 2005.

### Košarka:
Rusko prvenstvo: 1991-92., 1992-93., 1993-94., 1994-95., 1995-96., 1996-97., 1997-98., 1998-99., 1999-00., 2002-03., 2003-04., 2004-05.

Sovjetsko prvenstvo: 1945., 1952., 1960., 1961., 1962., 1964., 1965., 1966., 1969., 1970., 1971., 1972., 1973., 1974., 1976., 1977., 1978., 1979., 1980., 1981., 1982., 1983., 1984., 1988., 1990.

Euroliga: 1960-61., 1962-63., 1968-69., 1970-71.

### Hokej na ledu:
Sovjetsko prvenstvo: 1948., 1949., 1950., 1955., 1956., 1958., 1959., 1960., 1961., 1963., 1964., 1965., 1966., 1968., 1970., 1971., 1972., 1973., 1975., 1977., 1978., 1979., 1980., 1981., 1982., 1983., 1984., 1985., 1986., 1987., 1988., 1989.

Kup europskih prvaka: 1969., 1970., 1971., 1972., 1973., 1974., 1976., 1978., 1979., 1980., 1981., 1982., 1983., 1984., 1985., 1986., 1987., 1988., 1989., 1990.

### Odbojka:
Rusko prvenstvo: 1994., 1995., 1996.

Sovjetsko prvenstvo: 1949., 1950., 1953., 1954., 1955., 1958., 1960., 1961., 1962., 1965., 1966., 1970., 1971., 1972., 1973., 1974., 1975., 1976., 1977., 1978., 1979., 1980., 1981., 1982., 1983., 1985., 1986., 1987., 1988., 1989., 1990., 1991.

Europska liga prvaka: 1960., 1962., 1973., 1974., 1975., 1977., 1982., 1983., 1986., 1987., 1988., 1989., 1991.

Europski superkup: 1988., 1991.

### Rukomet:
Rusko prvenstvo: 1994., 1995., 2000., 2001.

Kup europskih prvaka/Europska liga prvaka: 1988.

Kup pobjednika kupova: 1985., 1987.

### Vaterpolo:
Kup europskih prvaka: 1977.

Kup pobjednika kupova: 1981., 1983.

Europski superkup: 1977., 1981., 1983.

### Bandy:
Sovjetsko prvenstvo: 1954., 1955., 1957.

### Košarka (žene)
Rusko prvenstvo: 1992., 1993., 1994., 1995., 1996., 1997.

Sovjetsko prvenstvo: 1985., 1989.

Kup Liliane Ronchetti: 1985., 1989., 1997.

### Odbojka (žene)
Sovjetsko prvenstvo: 1965., 1966., 1968., 1969., 1974., 1985.

Europska liga prvaka: 1966., 1967., 1986.

Kup pobjednika kupova (Top Teams Cup): 1973., 1974., 1988., 1998.

## Vanjske poveznice
- sports123.com  Arhivirana inačica izvorne stranice od 2. veljače 2006. (Wayback Machine)
- vilacom.net/sports  Arhivirana inačica izvorne stranice od 18. siječnja 2006. (Wayback Machine)